# E3 Harelbeke de 2014

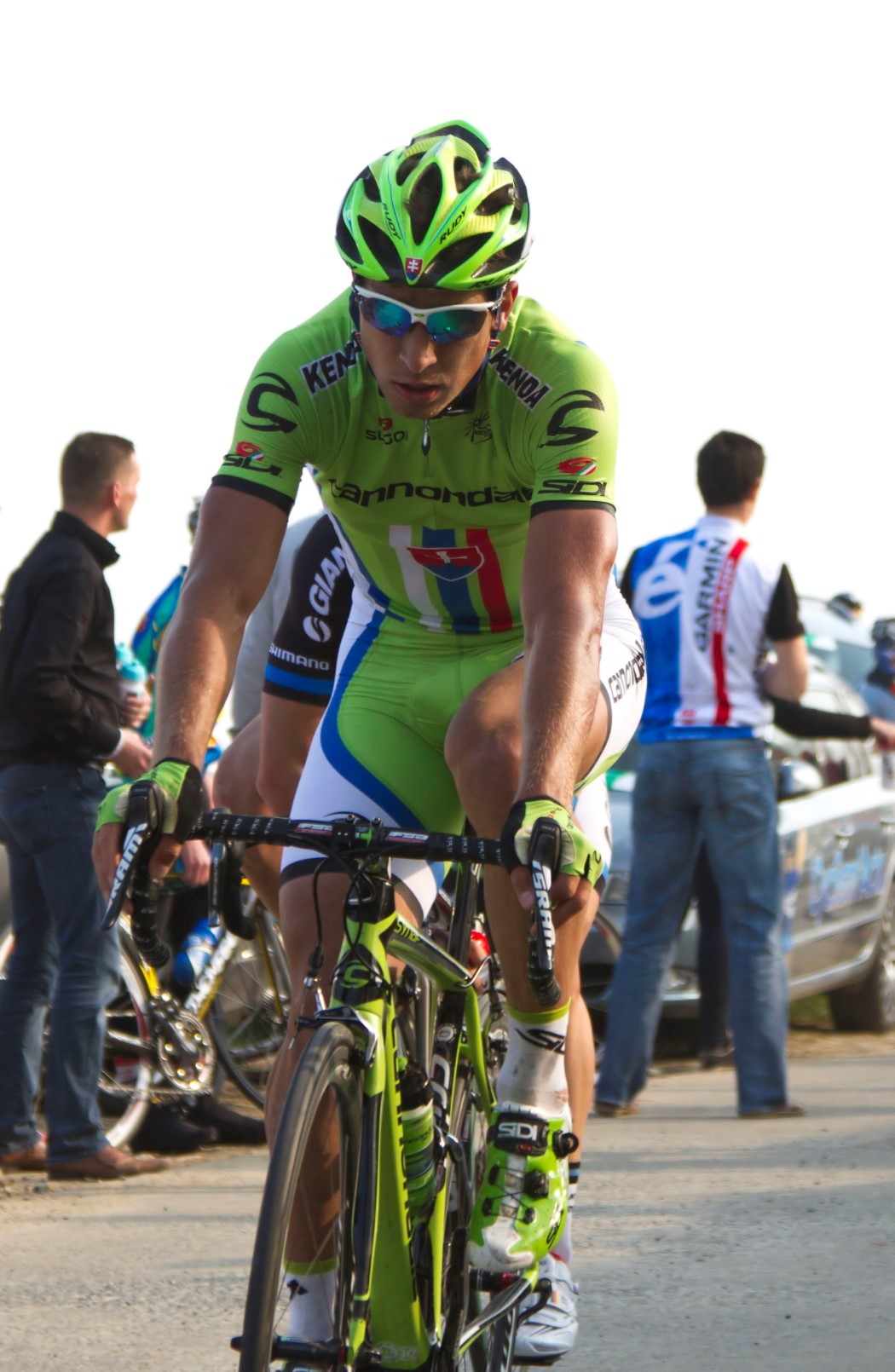

A 57.ª edição da E3 Harelbeke foi uma clássica ciclista que se disputou a 28 de março de 2014 sobre um traçado de 211 km. Fez parte do UCI World Tour de 2014, sendo a sexta competição e ao mesmo tempo, foi a terceira vez que se inclui em dito calendário de máxima categoria mundial.
O ganhador foi o eslovaco Peter Sagan ao impor-se ao sprint num pequeno grupo de quatro corredores que se beneficiaram de uma queda a 45 km da meta e que deixou longe de aspirações à vitória ao principal candidato, Fabian Cancellara. Sagan foi seguido no pódio por Niki Terpstra e Geraint Thomas.

## Equipas participantes
Participaram 25 equipas: os 18 de categoria UCI Pro Team (ao ter obrigada a sua participação); mais 7 de categoria Profissional Continental mediante convite da organização (Wanty-Groupe Gobert, Cofidis, Solutions Crédits, Androni Giocattoli, IAM Cycling, MTN Qhubeka, Topsport Vlaanderen-Baloise  e UnitedHealthcare Professional Cycling Team).
| Equipa                  | Cód. UCI |
| ----------------------- | -------- |
| Lampre-Merida           | LAM      |
| Omega Pharma-Quick Step | OPQ      |
| Movistar Team           | MOV      |
| Team Katusha            | KAT      |
| Team Sky                | SKY      |
| AG2R La Mondiale        | ALM      |
| BMC Racing Team         | BMC      |
| Tinkoff-Saxo            | TCS      |
| Trek Factory Racing     | TFR      |
| Orica GreenEDGE         | OGE      |
| Belkin-Pro Cycling Team | BEL      |
| Garmin Sharp            | GRS      |
| Giant-Shimano           | GIA      |
| Cannondale              | CAN      |
| Astana Pro Team         | AST      |
| Fdj.fr                  | FDJ      |
| Lotto Belisol           | LTB      |
| Team Europcar           | EUC      |

| Equipa                                     | Cód. UCI |
| ------------------------------------------ | -------- |
| Androni Giocattoli-Venezuela               | AND      |
| Cofidis, Solutions Crédits                 | COF      |
| IAM Cycling                                | IAM      |
| Topsport Vlaanderen-Baloise                | TSV      |
| UnitedHealthcare Professional Cycling Team | UHC      |
| Wanty-Groupe Gobert                        | WGG      |
| MTN Qhubeka                                | MTN      |

## Classificação final
| \| Posição \| Ciclista \| Equipa \| Tempo \| Pontos UCI[2] \| \| ------- \| ----------------- \| ----------------------- \| --------------- \| ------------- \| \| 1. \| Peter Sagan \| Cannondale \| 4 h 56 min 30 s \| 80 \| \| 2. \| Niki Terpstra \| Omega Pharma-Quick Step \| m.t. \| 60 \| \| 3. \| Geraint Thomas \| Sky \| m.t. \| 50 \| \| 4. \| Stijn Vandenbergh \| Omega Pharma-Quick Step \| m.t. \| 40 \| \| 5. \| Sep Vanmarcke \| Belkin \| m.t. \| 30 \| \| 6. \| Tony Gallopin \| Lotto Belisol \| a 1 m 30 s \| 22 \| \| 7. \| Borut Božič \| Astana \| a 1 m 40 s \| 14 \| \| 8. \| Tyler Farrar \| Garmin Sharp \| m.t. \| 10 \| \| 9. \| Fabian Cancellara \| Trek \| m.t. \| 6 \| \| 10. \| Greg Van Avermaet \| BMC Racing \| m.t. \| 2 \| |                   |                         |                 |            |
| Posição | Ciclista          | Equipa                  | Tempo           | Pontos UCI |
| 1. | Peter Sagan       | Cannondale              | 4 h 56 min 30 s | 80         |
| 2. | Niki Terpstra     | Omega Pharma-Quick Step | m.t.            | 60         |
| 3. | Geraint Thomas    | Sky                     | m.t.            | 50         |
| 4. | Stijn Vandenbergh | Omega Pharma-Quick Step | m.t.            | 40         |
| 5. | Sep Vanmarcke     | Belkin                  | m.t.            | 30         |
| 6. | Tony Gallopin     | Lotto Belisol           | a 1 m 30 s      | 22         |
| 7. | Borut Božič       | Astana                  | a 1 m 40 s      | 14         |
| 8. | Tyler Farrar      | Garmin Sharp            | m.t.            | 10         |
| 9. | Fabian Cancellara | Trek                    | m.t.            | 6          |
| 10. | Greg Van Avermaet | BMC Racing              | m.t.            | 2          |